# Steinkreise im Dartmoor

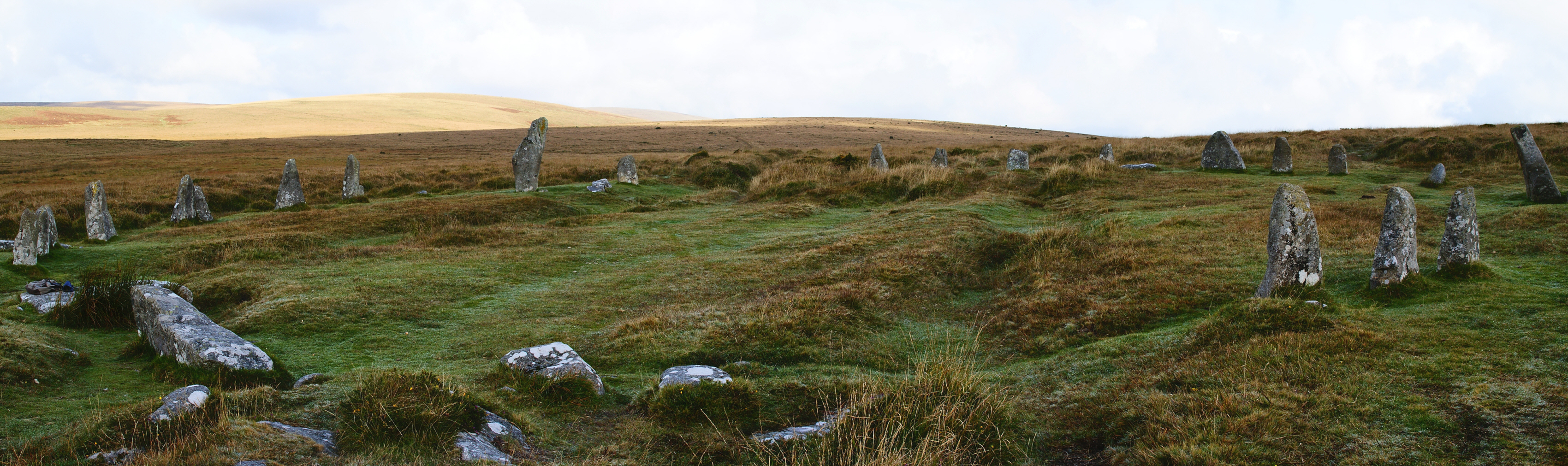
Der Steinkreis von Scorhill

Die Steinkreise im Dartmoor in Devon sind im Unterschied zu den Steinkreisen im übrigen England  (Avebury, Stanton Drew)  klein. Sie liegen an sanften Hängen, haben zwischen 20 und 40 m Durchmesser und bestehen aus kleinen Steinen, die einen flachen Innenraum umgeben. Sie enthalten keine Innenstrukturen, wie Säulen oder Cairns, die einige cornische Kreise aufweisen.
Die größten im Dartmoor sind die Kreise von Mardon Down South (38,2 m) und Grey Wethers (Nord 32,2; Süd 33,6), die kleinsten sind Merrivale (19,0 m) und Shovel Down (17,7 m).
Scorhill ist der Steinkreis mit den größten Steinen, von denen einer über 2,4 Meter hoch ist. Im Gegensatz dazu besteht der Steinkreis von Fernworthy aus Steinen von knapp über 0,5 m Höhe, der größte ist 1,1 m hoch. Die Steine von Fernworthy sind in der Größe abgestuft, wobei die kleinsten im Süden stehen. Merrivale besteht aus Steinen, die kleiner sind als in Fernworthy. 
Die Kreise von Brisworthy, Grey Wethers und White Moor (Little Hound Tor) wurden rekonstruiert. Langstone, der während des Zweiten Weltkriegs schwer beschädigt wurde, ist ein weiterer restaurierter Kreis. Der Rest der Dartmoorkreise ist fragmentarisch mit Steinen, die umgefallen oder verloren sind, wie es bei Buttern Hill, Down Ridge, Mardon, Sherberton und Shovel Down der Fall ist. Der Kreis von Sourton Tor bestand aus 32 Steinen, von denen noch sechs umgefallene übrig sind. Der Tottiford Kreis wurde erst im Jahr 2009 entdeckt, als es im Tottiford-Stausee einen ungewöhnlich niedrigen Wasserstand gab.
Die Grey Wethers sind das einzige Beispiel für ein Steinkreispaar etwa gleicher Größe auf Dartmoor, die fast eine Nord-Süd-Achse bilden, wobei alle Steine über 1,0 m hoch sind. Es gibt in Cornwall mehrere Steinkreis-Gruppen wie die drei Kreise The Hurlers. Die Existenz von Gruppen fügt dem unbekannten Zweck der Steinkreise ein weiteres Rätsel hinzu.
Interessant ist, dass acht dieser Steinkreisplätze einen Halbmond bilden, dessen Orte etwa zwei Kilometer voneinander getrennt sind. J. Butler vermutet, dass sie „eine geplante Konfiguration“ darstellen.
In England liegen etwa 176 der 1.300 in Großbritannien und Irland bekannten Steinkreise.